# Masahiro Makino
Masahiro Makino (マキノ 雅弘?, Makino Masahiro; Kyoto, 29 febbraio 1908 – Tokyo, 29 ottobre 1993) è stato un regista, sceneggiatore, attore e produttore cinematografico giapponese.
Durante la sua carriera, dal 1926 al 1972, ha diretto più di 230 film, soprattutto di genere chambara e yakuza, benché si sia occupato altresì di pellicole fantasy, operette, commedie musicali, epopee storiche e film propagandistici.

## Biografia
Nasce Masatada Makino (マキノ 正唯?, Makino Masatada) nel 1908 a Kyoto, ultimo figlio del regista e produttore Shōzō Makino, noto per essere uno dei pionieri del cinema giapponese. Inizia la carriera nel mondo del cinema come attore nei film del padre, prima di abbandonare nel 1923 lo studio Nikkatsu per fondarne uno proprio a Kyoto, la Makino Talkie, che lo vede collaborare tra gli altri col fratellastro Sadatsugu Matsuda. Fa il suo debutto dietro la cinepresa nel 1926, all'età di 18 anni. Il suo stile nichilista in opere quali Rōnin-gai (1928) lo pone alla ribalta come uno dei migliori registi giapponesi del suo tempo, benché l'abitudine di concludere le riprese in pochi giorni gli faccia guadagnare parecchi detrattori. La pellicola del 1936 Edo no ka oshō, per esempio, viene girata in sole 28 ore, mentre un altro dei suoi film più conosciuti, la commedia musicale Oshidori utagassen (1939), viene girato in poco più di due settimane. Il ritmo particolare della sua tecnica di ripresa, caratterizzato da lente sequenze sentimentali intervallate da rapide sequenze d'azione, contribuisce tuttavia all'aumento della sua popolarità. È possibile osservare questa sua caratteristica in film quali Kettō takadanobaba (1937) e Awa no odoriko (1941) nei quali le scene d'azione sono paragonabili a coregrafie di danza, e persino i suoi film propagandistici del periodo bellico quali Ahen sensō (1943), presentano elementi equiparabili a quelli dei film di Busby Berkeley.
Nel 1940 si sposa con l'attrice Yukiko Todoroki, mentre il figlio dei due, Masayuki Makino, è il fondatore dell'Okinawa Actors School, conosciuta per aver visto muovere i primi passi a pop star quali Namie Amuro e Rina Chinen. Conclude la sua carriera nel 1972 dopo aver diretto più di 230 film.
Makino muore a Tokyo nel 1993, all'età di 85 anni, e viene ricordato come uno dei maggiori esponenti del genere jidai-geki insieme a Daisuke Itō.

## Filmografia parziale

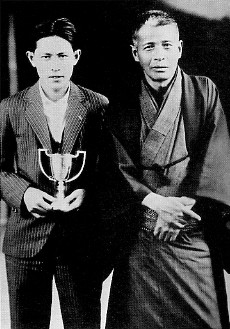
Masahiro Makino (a sinistra) con il padre Shōzō nel 1928

### Regista
- Sōzenji baba (崇禅寺馬場?) (1928)
- Rōnin-gai (浪人街?) (1928)
- Oshidori utagassen (鴛鴦歌合戦?) (1939)
- Ahen sensō (阿片戦争?) (1943)
- Rikon (離婚?) (1952)
- Adauchi sōzenji baba (仇討崇禅寺馬場?) (1957)

### Attore
- Raiden (雷電?), regia di Shōzō Makino (1928)
- Minato e kita otoko (港へ来た男?), regia di Ishirō Honda (1952)